# Brandon O'Neill
Brandon O'Neill (Perth, 12 aprile 1994) è un calciatore australiano, centrocampista del Perth Glory e della Nazionale australiana.

## Carriera
Brandon O'Neill entra nelle giovanili del Perth Glory nel 2010 e fa il suo debutto professionistico il 18 marzo 2012 nella penultima giornata di campionato contro il Gold Coast United.
Il 3 maggio firma il suo primo contratto da professionista con il club.

### Sydney FC
Il 25 maggio 2015 firma un contratto di 2 anni con gli Sky Blues.
L'8 ottobre 2016, O'Neill segna la sua prima rete nel campionato australiano durante il derby di Sydney, rete realizzata su calcio di punizione.
Sempre su punizione, segna la sua seconda rete stagionale il 24 febbraio 2017 contro il Melbourne City.
Il 24 marzo 2017 segna la terza rete stagionale contro la sua ex squadra, il Perth Glory. La partita si concluderà 3-0 per gli Sky Blues, consolidando così il primato in classifica.

## Palmarès

### Club

#### Competizioni nazionali
- Premier's Plate: 2

Sydney FC: 2016-2017, 2017-2018
- Campionato australiano: 2

Sydney FC: 2016-2017, 2018-2019
- FFA Cup: 1

Sydney FC: 2017